# Reunion (Beverly Hills, 90210)
Reunion is de zevenentwintigste aflevering van het achtste seizoen van het tienerdrama Beverly Hills, 90210, die voor het eerst werd uitgezonden op 15 april 1998.

## Plot
Er komt een reünie aan van de middelbare school waar de vriendengroep op hebben gezeten. Dit geeft toch redelijk wat spanningen omdat sommigen voor hun leven schamen en dat zij niet geworden zijn wat ze wilde. Er is een gids uitgebracht over alle leerlingen van wat ze op school deden en nu, Valerie heeft doorgegeven dat David een rockster is en dat vindt David een beetje overdreven, aangezien hij nu reclamejingles schrijft en wil nu niet naar de reünie omdat hij zich schaamt. Donna staat in de gids omschreven als een non omdat zij maagd wilde blijven tot haar huwelijk. Brandon en Kelly halen een oude vriendin op van het vliegveld, Andrea Zuckerman die hun vertelt dat zij gelukkig is met haar man en kind en dat zij medicijnen gaat studeren. Donna heeft zich aangemeld in het feestcomité en werkt nu met geslaagde medescholieren, als zij aan Donna vragen of zij een vriend heeft ontwijkt ze deze vraag maar na lang aandringen vertelt ze een relatie te hebben met Noah Hunter. Dit geloven zij niet omdat Noah in een blad staat met de meest succesvolle vrijgezellen. Donna gaat verhaal halen bij Noah en hij legt uit dat het artikel over jonge ondernemers zou gaan en wist niet dat dit artikel er zo uit zou gaan zien. Donna wil dat Noah mee gaat naar de reünie maar hij weigert dit en dat maakt Donna boos. Steve heeft een probleem met de Reünie, hij kan niemand vinden die met hem als partner ernaartoe wil. Als hij helemaal ten einde raad is besluit hij om met Janet te gaan, Janet is zeer vereerd, maar Steve vindt dit maar een noodoplossing.  Ondertussen heeft Valerie geregeld dat David mag optreden op de reünie en dit vindt David geen goed plan omdat hij eigenlijk niet wil gaan maar wordt toch overgehaald. Als Brandon en Andrea alleen zijn dan vertelt Andrea dat zij in een scheiding ligt met Jesse en dat zij geen goed huwelijk hebben gehad. Brandon probeert haar over te halen om te gaan vechten voor hun huwelijk. Andrea probeert hem duidelijk te maken dat zij dat al geprobeerd hebben en niet gewerkt heeft, Brandon zet door en dit maakt Andrea zeer emotioneel.
Dan breekt het moment aan dat de reünie begint, iedereen is er behalve Noah. Iedereen doet zich groter voor dan dat zij werkelijk zijn. Vooral Valerie doet zich heel groot voor omdat daar niemand haar kent. Steve komt een oude liefde tegen en vergeet Janet helemaal die hier flink van baalt en de reünie verlaat. De oude liefde neemt Steve mee naar de douches en vraagt hem uit te kleden en te gaan douchen, doet hij dit meteen. Onder de douche komt hij erachter dat zij weg is met zijn kleren en dat dit een wraakactie was van haar vanwege een pijnlijke grap die Steve vroeger had uitgehaald met haar. Kelly komt ook een oude bekende tegen, een jongen waar ze seks mee gehad heeft en hij dumpte haar meteen daarna, dit brengt pijnlijke gevoelens bij Kelly boven en besluit wraak te nemen met hulp van Valerie. Valerie brengt zijn hoofd op hol en dumpt hem midden tussen de mensen. Noah besluit om Donna te verrassen en gaat ook naar de reünie, dit zet de andere leden van het feestcomité met hun mond vol tanden. Brandon houdt een toespraak en denkt dat iedereen zich groter voordoet dan dat zij werkelijk zijn. Hierop biecht David op dat hij nu alleen reclamejingles schrijft en geen rockster is. Dit geeft een applaus van iedereen en nu komen er meer met de waarheid. Als afsluiting komt Steve naakt het podium op met alleen een deur voor zijn middel, dit tot grote hilariteit van iedereen. Steve beseft dat hij Janet als oud vuil heeft behandeld en gaat haar opzoeken om zijn excuses aan te bieden.

## Rolverdeling
- Jason Priestley - Brandon Walsh
- Jennie Garth - Kelly Taylor
- Ian Ziering - Steve Sanders
- Brian Austin Green - David Silver
- Tori Spelling - Donna Martin
- Tiffani Thiessen - Valerie Malone
- Joe E. Tata - Nat Bussichio
- Lindsay Price - Janet Sosna
- Gabrielle Carteris - Andrea Zuckerman
- Vincent Young - Noah Hunter
- Dean Cochran - Ross Webber
- Stephanie Dicker - Rhonda Mogley